# Mayflower Society

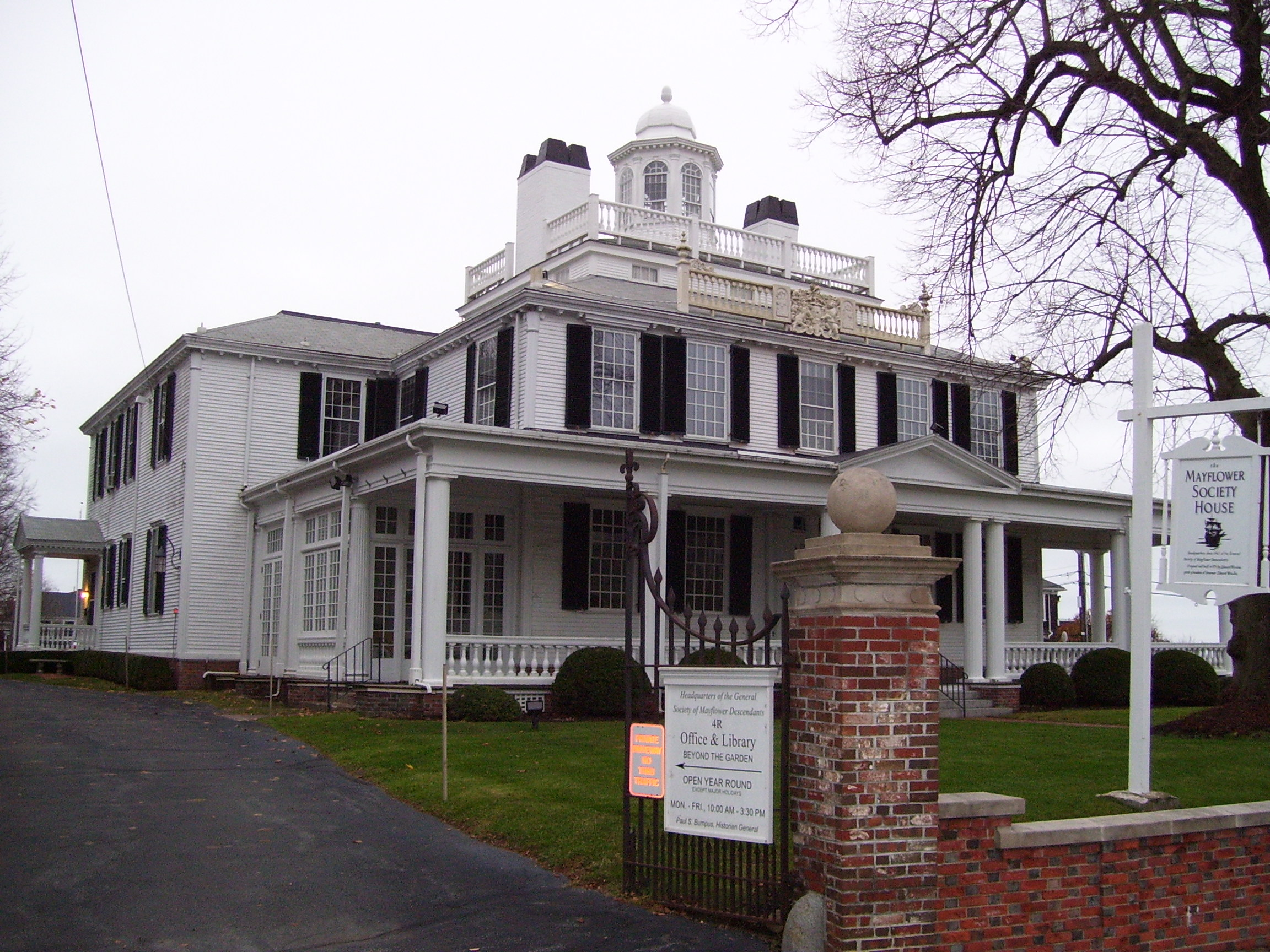
Mayflower House Museum i Plymouth, Massachusetts

Mayflower Society bildades 1897 i Plymouth, Massachusetts, och är ett sällskap för personer som genom dokument är ättlingar till passagerarna ombord på Mayflower.

### Fotnoter
1. ↑  ”A new life in the New World” (på engelska). BBC. 30 januari 2008. http://www.bbc.co.uk/devon/content/articles/2008/01/29/pilgrim_fathers_feature.shtml. Läst 7 november 2015.